# بیماری کرون
بیماری کرون (به انگلیسی: Crohn's disease) یکی از بیماری‌های التهابی روده که با التهاب دیواره روده مشخص می‌شود و به صورت دارویی و جراحی درمان می‌گردد.
بیماری کرون یک بیماری مزمن بوده که قسمت‌های گوناگون دستگاه گوارش از دهان گرفته تا مقعد را می‌تواند تحت تأثیر قرار دهد. این بیماری بیشتر قسمت انتهایی روده باریک (ایلئوم) و قسمت ابتدایی روده بزرگ را تحت تأثیر قرار می‌دهد. این بیماری می‌تواند تمام لایه‌های روده را درگیر سازد و حتی موجب فیبروز شود. شایع‌ترین ناحیه درگیر ایلئوسکال است. بین ضایعات معمولاً نواحی سالم وجود دارد. این بیماری تظاهرات خارج روده‌ای نیز دارد مانند آرتریت و ضایعات پوستی.
علائم و نشانه‌های آن اغلب شامل اسهال (که در صورت التهاب شدید روده ممکن است به اسهال خونین تبدیل گردد)، کاهش وزن و درد شکم است. برخی از عوارض این بیماری ممکن است در خارج از دستگاه گوارش رخ دهد، شامل کم خونی، خارش پوست، ورم مفاصل، التهاب چشم و احساس خستگی. از دیگر علائم این بیماری، راش و اریتم گرهی است. انسداد روده نیز معمولاً رخ می‌دهد و کسانی که به این بیماری مبتلا می‌شوند ممکن است در معرض خطر ابتلا به سرطان روده قرار گیرند.

## نشانه‌ها
علایم و سمپتوم بیماری شامل اسهال مزمن، کاهش وزن و درد شکم است. بیماری می‌تواند با آبسه، فیستول، تنگی و انسداد روده همراه باشد و گاهی برای تشخیص، نیاز به آزمایش سرم‌شناسی و کولونوسکوپی می‌باشد.
این بیماری می‌تواند همراه با خون‌ریزی همراه با مدفوع یا به‌طور جدا از مدفوع یا همراه با رگه‌های خون روی مدفوع همراه باشد. سایر علائم این بیماری می‌تواند، بی‌اشتهایی، نفخ، دفع ناقص و دفعات زیاد اجابت مزاج و بی‌اختیاری نیز باشد.

## نشانه‌های غیر روده‌ای
این بیماری علاوه بر گرفتار کردن معده و روده، اندام‌های دیگر را نیز می‌تواند درگیر کند. کبد چرب و ورم چشم و ورم مفاصل یا ماهیچه‌های دست یا پا از این دست هستند. نازکی یا پوکی استخوان می‌تواند از عواقب این بیماری باشد. در این بیماری پوست، خون و غده درون‌ریز نیز می‌توانند درگیر شوند. در مواردی پانکراتیت نیز گزارش شده‌است. بیماری کم‌خونی همولیتیک خودایمنی که در آن سیستم ایمنی به گویچه‌های سرخ حمله می‌کند بیشتر در این بیماری شایع است و می‌تواند باعث خستگی، رنگ پریدگی و دیگر نشانه‌های شایع در کم‌خونی شود.

## علل
ارتباط تنگاتنگی بین بیماری کرون و سیستم عصبی وجود دارد، در واقع هنوز علت دقیق واکنش سیستم ایمنی بدن به اندام‌های داخلی درگیر در بیماری کرون مشخص نشده ولی این امر بدیهی است که در هنگام فشارهای عصبی این واکنش‌ها شدت می‌یابد.
بررسی محققان medicinenet نشان داده‌است باکتری اشریشیا کلی (نام علمی: Escherichia coli) یا به‌طور اختصار E.coli، که نوعی باسیل گِرَم منفی از خانواده انتروباکتریاسه است و به‌طور شایع در روده جانوران خونگرم وجود دارد با بیماری کرون در ارتباط است. بیشتر سویه‌های اشریشیا کلی، بی‌آزار هستند اما برخی از سروتیپ‌ها مانند O157:H۷ موجب مسمویت غذایی و اسهال می‌شوند.
محققان با استفاده از موش‌های آزمایشگاهی مبتلا به کرون به این نتیجه رسیدند که التهاب حاد معده و روده باریک عفونی که به خاطر باکتری ناشی از مسمومیت عادی غذایی رخ می‌دهد باعث تسریع رشد باکتری ای. کلای می‌شود که با پیشرفت بیماری کرون مرتبط است. حتی بعد از آنکه باکتری مسمومیت غذایی از بدن موش خارج شد، محققان همچنان افزایش میزان ای. کولی را در روده او مشاهده کردند.

## درمان
تلاش‌ها در مورد درمان در به کنترل درآوردن این بیماری می‌باشد. درمان با ترکیبات سالیسیلات (سولفاسالازین، مسالازین و غیره)، گلوکوکورتیکوئیدها، عوامل سرکوبگر ایمنی (مرکاپتوپورین، متوتروکسات، سیکلوسپورین و آزاتیوپرین) و آنتی‌بیوتیکها مانند مترونیدازول و سیپروفلوکساسین می‌باشد.
گاه جراحی به خصوص در صورت بروز عوارض مانند فیستول و انسداد ضرورت می‌یابد. استرس و اضطراب می‌تواند نقش بسزایی در عود بیماری داشته باشد.

## درمان‌های مکمل
- کنترل استرس، درمان افسردگی، درمان اضطراب و نیز ایجاد احساس شادی و رضایت نسبت به زندگی، تأثیر بسزایی در کنترل و درمان این بیماری دارد.
- معمولاً ورزشکاران کمتر به این بیماری مبتلا می‌شوند. بیمارانی که بدون مصرف دارو به ورزش محدود پرداخته‌اند تا ۷۰ درصد از علائم بیماری‌شان بهبود یافته‌است. احتمالاً علت آن به تأثیرات مثبت ورزش بر روحیه و سلامت بدن بازمی‌گردد که منجر به تنظیم سیستم ایمنی بدن و متعاقباً کاهش التهاب در بدن می‌گردد. ورزش همچنین باعث افزایش قدرت جذب روده نیز می‌شود که این فرایند دقیقاً برخلاف تأثیرات منفی التهاب روده است که باعث کاهش جذب مواد غذایی در بدن می‌شود. بیمار باید فعالیت ورزشی را به صورت کنترل شده و متناسب با توان و استقامت بدنی خود انجام دهد.
- برای بیمارانی که قادر به ورزش نیستند نرمش و یوگا توصیه می‌شود.
- رعایت رژیم غذایی از عوامل مؤثر در بهبود این بیماری است. مصرف روزانه عسل، بره موم، خرما، زردچوبه، خاکشیر و پونه کوهی به علت خاصیت ضد سرطانی، ضد التهابی و ضد اسهال و ترمیم‌کننده زخم بسیار مفید و مؤثر است.
- بهتر است در دوران شدت گرفتن این بیماری از یک رژیم غذایی ساده، سبک (کم حجم) و ثابت استفاده شود و غذا به‌طور کامل در دهان جویده و آسیاب شود.
- غلات، سویا پروتئینه، کرفس، تخم مرغ، سیب زمینی شیرین، سیب شیرین، موز، انواع آب میوه (بخصوص آب لیمو شیرین) و آب سبزیجات، آجیل، برنج کته، ماست پروبیوتیک، ماهی و مرغ (به‌صورت کبابی یا آب‌پز) به عنوان غذای روزانه در دوران شدت بیماری توصیه می‌شود.
- از مصرف غذاهای ترش، اسیدی، گازدار، تند، دارای ادویه فراوان یا دارای افزودنی و نگهدارنده، باید پرهیز شود.
- از مصرف غذاهای دیر جذب مانند گوشت قرمز، فست‌فود و غذاهای چرب و همچنین لبنیات و غذاهای خام و نپخته مانند میوه و سبزی در دوران شدت بیماری، پرهیز گردد.
- با رعایت موارد فوق، این بیماری در ظرف چند ماه وارد دوران خاموشی خواهد شد و پس از آن بیمار با حفظ آرامش می‌تواند به زندگی عادی خود ادامه دهد. پس از سپری شدن دوره اصلی بیماری و وارد شدن به دوران خاموشی، بیمار می‌تواند آهسته رژیم غذایی و میزان مصرف داروها را کاهش داد.
- بهتر است در زمانی که این بیماری شدت می‌گیرد، از مکمل مولتی ویتامین، امگا ۳ و کلسیم و در صورت کم‌خونی از مکمل آهن نیز استفاده شود.
- بیمارانی که درمان‌های فوق برای آن‌ها پاسخگو نبوده بهتر است یک دوره شش‌ماهه رژیم غذایی فاقد گلوتن را نیز دنبال کنند.

## تحقیقات
نتیجه یک تحقیق در دانشگاه پزشکی زوریخ، نشان می‌دهد اکسید تیتانیوم بکار رفته در نگهدارنده‌ها و افزودنی‌های خوراکی، موجب تشدید و وخامت سیر بیماری‌های التهابی روده از جمله کرون می‌شود.